# Vivaldo Fernandes
Vivaldo Fernandes (ur. 10 czerwca 1971) – angolski pływak, olimpijczyk.
Uczestnik Letnich Igrzysk Olimpijskich 1988 w Seulu. Wystartował w jednej konkurencji, którą był wyścig na 100 m stylem klasycznym. Z wynikiem 1:17,98 uzyskał 61. rezultat eliminacji – był to najsłabszy rezultat wśród wszystkich startujących zawodników.